# Ringelschwanz-Kletterbeutler
Die Ringelschwanz-Kletterbeutler (Pseudocheirus), auch Ringelschwanzbeutler genannt, sind eine Beutelsäugergattung aus der Familie der Ringbeutler (Pseudocheiridae).

## Beschreibung
Ringelschwanz-Kletterbeutler gehören zu den kleineren Vertretern ihrer Familie. Sie erreichen eine Kopfrumpflänge von 29 bis 40 Zentimeter und ein Gewicht von 700 bis 1300 Gramm. Ihr rund 29 bis 41 Zentimeter langer Schwanz kann als Greifschwanz verwendet werden und wird oft um Äste geringelt, diesem Verhalten verdanken die Tiere ihren Namen. Die Fellfärbung kann sehr stark variieren, von grau bis rötlichbraun, die Unterseite ist jedoch meist heller. Kennzeichen sind die weißen Ohrbüschel und die weiße Schwanzspitze. Wie die meisten Ringbeutler sind sie durch den kleinen Kopf mit den kurzen Ohren und durch spezielle Vorderpfoten charakterisiert, bei denen die ersten zwei Finger opponierbar sind. 

## Verbreitung und Lebensraum
Ringelschwanz-Kletterbeutler kommen entlang der Ostküste Australiens, an der Südwestspitze Western Australias und auf Tasmanien vor. An der Ostküste erstreckt sich ihr Verbreitungsgebiet von Queensland bis in das südöstliche South Australia. Ihr Lebensraum sind in erster Linie Wälder, sie finden sich sowohl in Regen- als auch in Eukalyptuswäldern, manchmal sogar auch im Buschland, obwohl sie generell zu trockene Habitate meiden.

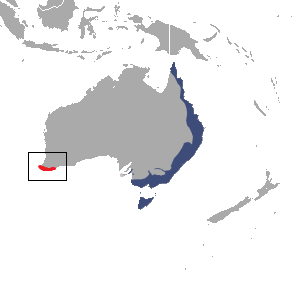
Verbreitungskarte der Ringelschwanz-Kletterbeutler

## Lebensweise
Ringelschwanz-Kletterbeutler sind nachtaktiv. Tagsüber schlafen sie in einem Nest, das sie aus Blättern, Rinden und Farnen errichtet haben, manchmal auch in Baumhöhlen, die sie mit Blättern auskleiden. Sie kommen kaum auf den Boden und sind ausgesprochene Baumbewohner, wobei ihnen die Greiffähigkeiten ihrer Vorderpfoten und der Greifschwanz helfen. Im Gegensatz zu den meisten anderen Ringbeutlern leben Ringelschwanz-Kletterbeutler meist in kleinen Gruppen. Diese bestehen aus einem Männchen, einem oder zwei Weibchen und deren Nachwuchs.
Diese Tiere sind in erster Linie Blätterfresser, daneben nehmen sie auch Blüten, Knospen, Nektar und Früchte zu sich.

## Fortpflanzung
Die Weibchen haben einen gut entwickelten, nach vorn geöffneten Beutel mit vier Zitzen. Ein- bis zweimal im Jahr bringt das Weibchen ein bis drei Jungtiere zur Welt, die ihre ersten vier Lebensmonate im Beutel verbringen. Endgültig entwöhnt werden sie mit sechs bis sieben Monaten, die Geschlechtsreife tritt mit rund einem Jahr ein. Ihre Lebenserwartung übersteigt in freier Natur selten drei bis vier Jahre, in Gefangenschaft können sie bis zu acht Jahre alt werden.

## Bedrohung
Ringelschwanz-Kletterbeutler finden sich manchmal in den Vororten größerer Städte, im Gegensatz zu den Kusus meiden sie aber die Nähe des Menschen und gelten nicht als Plage. Viele Tiere fallen dem Straßenverkehr oder der Nachstellung durch streunende Katzen zum Opfer. In manchen Regionen, zum Beispiel Westaustralien oder Victoria sind sie infolge des Lebensraumverlustes selten geworden, generell gehören sie aber nicht zu den bedrohten Arten.

## Systematik
Die nächsten Verwandten der Ringelschwanz-Kletterbeutler sind die Neuguinea- und Queensland-Ringbeutler (Pseudochirulus), die in einigen Systematiken in dieselbe Gattung (Pseudocheirus) eingeordnet werden. Die Grünen Ringbeutler (Pseudochirops) wurden früher ebenfalls in Pseudocheirus eingeordnet, sind nach jüngeren Untersuchungen aber nur entfernt verwandt.
Es gibt zwei Arten der Ringelschwanz-Kletterbeutler:
- Östlicher Ringelschwanzbeutler (Pseudocheirus peregrinus)
- Westlicher Ringelschwanzbeutler (Pseudocheirus occidentalis)